# Where Everybody Knows Your Name
Where Everybody Knows Your Name är titeln på signaturmelodin till TV-serien Skål. Låten skrevs av Judy Hart Angelo och Gary Portnoy och det är även Portnoy som framför den. Efter att serien haft premiär spelade Portnoy in en fullständig version av låten, som blev en stor hit i USA och Storbritannien. 
Låten blev tillgänglig på CD först år 2004, då Portnoy släppte albumet Keeper. År 2010 släppte Portnoy ett till album med titeln Songs Along The Way, som innehåller den ursprungliga demoversionen av sången. 

## Bakgrund
År 1981 hade Gary Portnoy redan skrivit låtar åt bland andra Air Supply och Dolly Parton. En kväll samma år åt Judy Hart Angelo middag på en restaurang och av en ren slump satt hon bredvid en Broadwayproducent. Producenten fick reda på att Hart arbetade för en musikförläggare och undrade om hon kunde rekommendera någon som kunde hjälpa honom med en musikal han arbetade med. Hart hade aldrig skrivit en sång och Portnoy hade aldrig arbetat med en pjäs, men tillsammans lyckades de skriva musiken till musikalen Preppy. 
Våren 1982 skickade Hart ett kassettband med en av låtarna från musikalen, People Like Us, till en vän i Kalifornien. Vännen skickade bandet vidare till TV-producenterna Glen och Les Charles. Efter att ha hört låten kände de att låten skulle passa utmärkt som signaturmelodi till den kommande TV-serien Skål, men låten var juridiskt bunden till musikalen Preppy och några rättigheter till att använda den till TV-serien fick de inte. Därför ombads Hart och Portnoy att skriva en ny sång speciellt för TV-serien. Den nya sången fick titeln My Kind of People och var en omarbetad version av People Like Us. Den sången avvisades. 
Hart och Portnoy satte sig och skrev två nya potentiella signaturmelodier till Skål. Den ena hette Another Day och innehöll raden "There are times when it's fun to take the long way home", vilken uppskattades av bröderna Charles. Men låten passade inte TV-serien, så även den avvisades. En annan låt de skrevs inleddes av en enkel melodislinga spelad på piano och låten verkade beskriva varför någon skulle vilja gå till ett ställe som "Skål" - en plats där alla vet vad man heter. Hart och Portnoy spelade in en demoversion av låten och spelade upp den för bröderna Charles. De godkände låten och efter några mindre ändringar i texten blev det officiellt att låten skulle användas till TV-serien.
Månaderna gick och den stora frågan var vem som skulle sjunga låten. Man övervägde först att låta någon utomstående framföra den, men till slut ombads Portnoy att sjunga och det gjorde han. Man bestämde även att vara så trogen demoversionen som möjligt - de ville inte använda för många musikinstrument, för då kanske låten inte skulle låta lika "enkel" längre. Den slutgiltiga versionen som kom att användas till TV-serien spelades in i Los Angeles den 13 augusti 1982 i en av Paramount Pictures studior. 
Sången nominerades för en Emmy Award år 1983. Den påstås ofta vara en av de bästa signaturmelodierna från en TV-serie någonsin. 